# 黑海

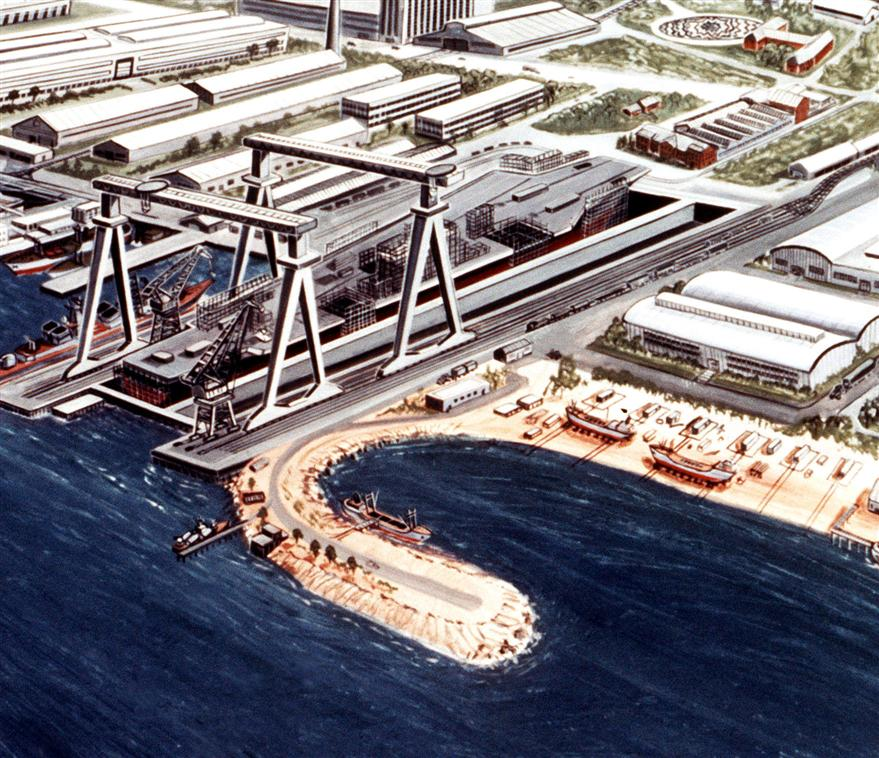
尼古拉耶夫軍用造船廠

黑海是欧亚大陆的一个陆间海，被欧洲、高加索和安那托利亞半岛所包围。黑海通过土耳其海峡之後進入另一個陸間海—馬摩拉海，通過達達尼爾海峽後与地中海的爱琴海区域相联。西亚和东欧被这一系列水体分隔开来。黑海在北面通过刻赤海峽与亞速海相连。流入黑海的主要河流有多瑙河和第聂伯河。沿海国家有土耳其、保加利亚、罗马尼亚、乌克兰、俄罗斯和格鲁吉亚。沿海重要城市有伊斯坦布尔、布尔加斯、瓦尔纳、康斯坦察、图尔恰、敖德萨、塞瓦斯托波尔、巴统等。是中亞與東歐的航運要地。
黑海的面积有436,400平方（168,500平方英里）（不包括亞速海），最大深度为2,212（7,257英尺），体积为547,000立方（131,200立方英里）。黑海形成一个东西向的椭圆形凹陷。黑海的南面是本廷山脈，东面是高加索山脉，西北面是宽阔的低地。黑海东西向最宽有大约1,175（730英里）。

## 名称
「黑海」這個名字，是源自古希臘的航海家，因為他們認為黑海海水的顏色比較地中海的海水深黑而得名。黑海、紅海、白海和黃海也是少數幾個用顏色來命名的海域。現代各語言對於該地的稱呼都採用同義，包括圍繞著海域的諸地域：
- 阿布哈茲語：，羅馬化：Amšyn Eiķa̋a，阿布哈茲語發音：[ɑmʂɨn ɛjkʷʰɑ]
- 阿迪格語：，羅馬化：Xı Ş́uts'ə。
- 亞美尼亞語：，羅馬化：Sev tsov，IPA：[sɛv t͡sɔv]
- 保加利亞語：，羅馬化：Cherno more，IPA：[ˈt͡ʃɛrno moˈrɛ]
- 克里米亞韃靼語：，羅馬化：Qara deñiz
- 喬治亞語：，羅馬化：shavi zghva，IPA：[ʃɑvi zɣvɑ]
- 拉兹语與明格列爾語：，羅馬化：Ucha Zugha，IPA：[utʃä zuɣä], 或簡稱，Zugha，明格列爾語發音：[zuɣä]，"Sea"
- 羅馬尼亞語：，發音：[ˈmare̯a ˈne̯aɡrə] ⓘ
- 俄語：，羅馬化：Chyornoye more，IPA：[ˈtɕornəjə ˈmorʲə]
- 土耳其語：，IPA：[kaˈɾadeniz]
- 烏克蘭語：，羅馬化：Chorne more，IPA：[ˈtʃɔrnɛ ˈmɔrɛ]

以上稱呼據考並未早於13世紀之前出現。
而在希臘，歷史性稱呼攸克辛海（Euxine Sea）具有不同意義，也延續著廣泛使用：
- 希臘語：，羅馬化：Eúxinos Póndos, [ˈefksinos ˈpondos]，字面义为“好客海”； (), [ˈmavri ˈθalasa] ，字面义为“黑海”，这一名称也有使用，但不太常见。

## 地质
黑海是世界最深的內海之一。黑海从河流和地中海流入的水含盐度比较小，因此比较轻，它们浮在含盐度高的海水上。这样深水和浅水之间得不到交流。两层水的交界处位于100到150米深处之间。两层水之间彻底交流一次需要上千年之久。海底的生物尸体腐化分解时消耗的氧气得不到补充。在这个严重缺氧的环境中只有厌氧微生物可以生存。牠们的新陈代谢释放二氧化碳和有毒的硫化氢（H2S）。其他生物实际上只能生存在深度小于200米的水里。 
黑海是古地中海的一个残留海盆，古新世末期小亚细亚发生隆起，黑海与地中海分开，逐渐形成内海。2,500万年前，黑海还与地中海相连。随着地壳运动和冰期，黑海与地中海反复隔绝和连接，6,000～8,000年前的大冰期后形成相连。

## 历史
由於黑海是連接東歐內陸和中亞、高加索地區出地中海的主要海路，故此其戰略地位非常重要。黑海航道是古代絲綢之路由中亞往羅馬帝國的北線必經之路。蒙古帝國和鄂圖曼帝國均曾經完全控制黑海沿岸，籍此侵略歐洲。
尤其是對自17世紀開始崛起的俄羅斯帝國，黑海和波羅的海均是影響該國對歐洲聯繫的命脈。近代史中亦有因為搶奪黑海的控制權而引發的戰爭和軍事行動，例如克里米亞戰爭。英國和法國在19世紀和土耳其結盟，土耳其一直控制進出伊斯坦堡海峽，使俄羅斯黑海艦隊進出黑海均須經過土耳其。
2020年8月22日，土耳其宣稱在黑海發現有史以來储量最大的天然气，為3,200亿立方米。

## 水文學

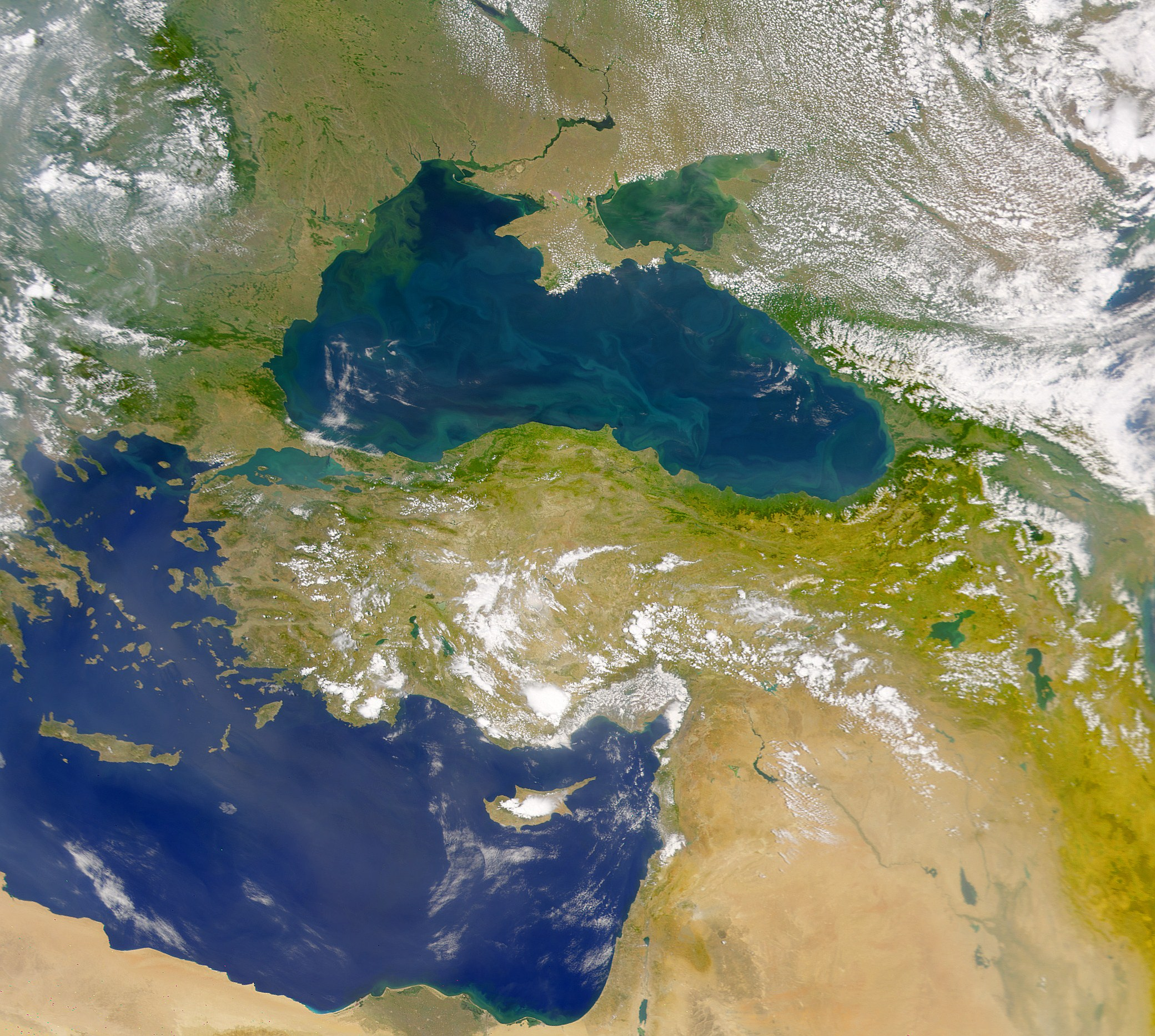
SeaWiFS中的黑海

黑海屬於陸緣海，也是世界上最大的不完全混合湖。湖的上層會因為和空氣接觸而有氧氣融入，但湖的上層和下層的水不會互相混合，因此黑海中90%的水都是缺氧水。黑海的環流主要受盆地地形及河流作用控制，因此會有強烈的垂直分層結構，黑海也被分類為有鹽楔（salt-wedge）的三角灣，也就是高鹽度海水會沿著海底，呈現楔狀鑽入黑海中。
黑海和地中海透過土耳其海峽進行水輸送。由地中海流進的水，其鹽度和密度都較流到地中海的水要高，因此會出現經典的河水循環：下層是鹽度和密度較高的水，由土耳其海峽中的馬摩拉海流進黑海，上層是鹽度和密度較低的水，由黑海流進馬摩拉海。表面較淡的水是由河流作用所產生，黑海流出的淡水約為流進的二倍。每年蒸發和降水的水量約為300 km3，蒸发损失的水由大西洋补充。
由於博斯普魯斯海峽和達達尼爾海峽既淺又窄（其深度分別為33公尺及70公尺），因此流進和流出的速度都很快，而且有明顯的垂直剪力，因此二層之間會有紊流混合。離開黑海的表面水其鹽度只有17psu（實用鹽度單位），到地中海時的鹽度為34psu。由地中海流進的深層水鹽度約38.5 psu，到黑海時會降到34psu。

## 水文化學
淺層水會有一段時間有生命期短的藻類繁殖，形成有大量有機物體（包括腐泥）的水層。科學家已發現每年會固定有許多浮游植物繁殖，在NASA拍攝黑海的圖片中也可以看出。由於這些因素，黑海越來受到海洋考古學的關注。黑海中的有機物質，包括沉船船體等，都完整保存。故深層水反之因為缺氧，在黑海海底發現許多保存得相當好的古船骸，例如拜占庭帝国的古船骸錫諾普 D就位在土耳其锡诺普海岸下的缺氧海域中。
建模顯示若黑海發生彗星或小行星的撞擊事件，其產生的硫化氫雲會影響黑海海岸居民的健康，甚至威胁居民的性命。

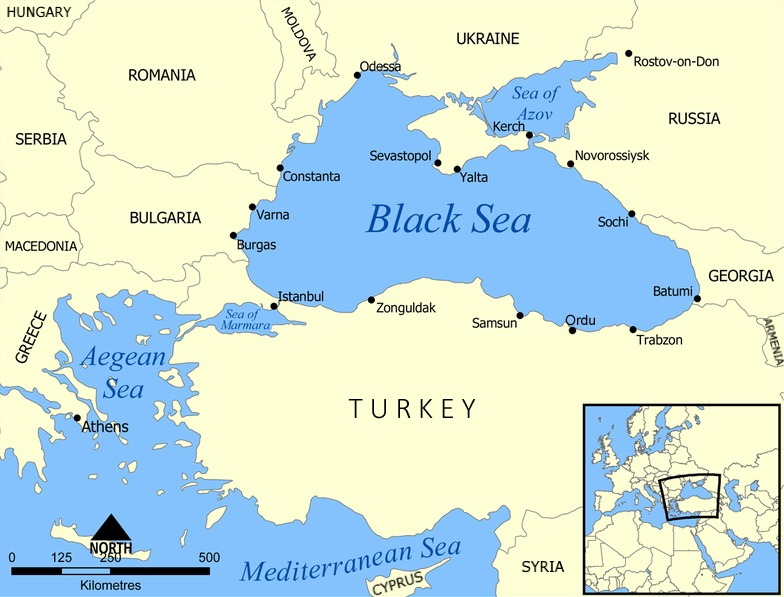
黑海地圖
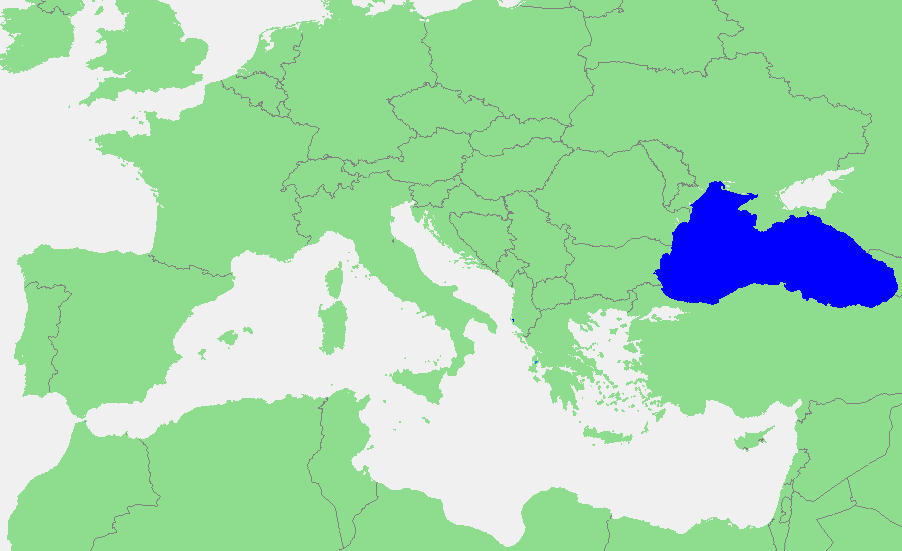
黑海簡圖
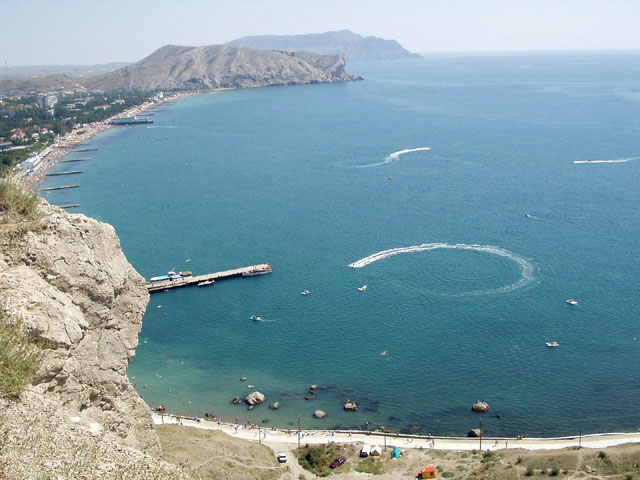
Sudak海灣
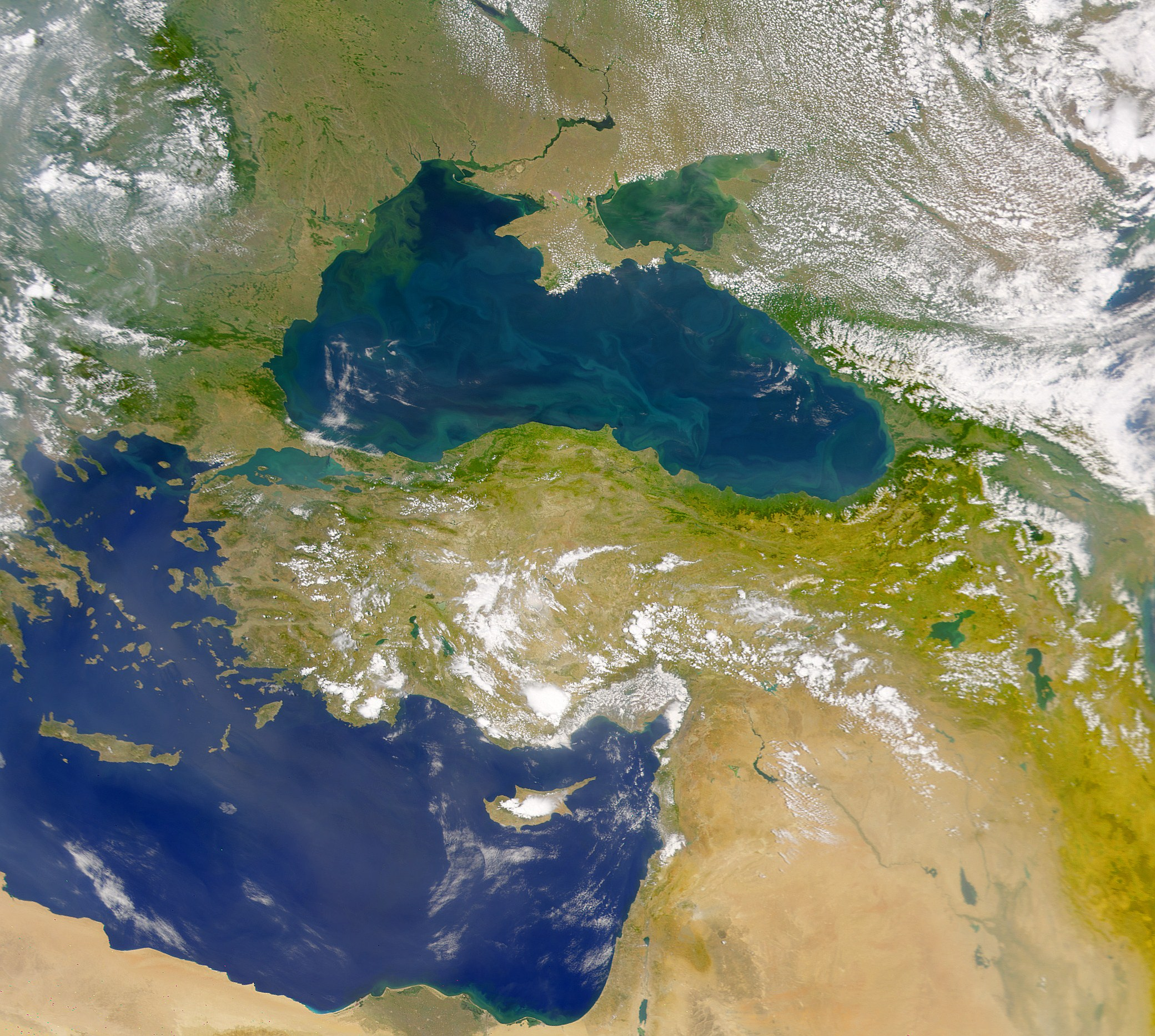
黑海衛星影像。

## 延伸阅读
- [美]查尔斯·金. . 东方出版中心. 2011. ISBN 9787547303139.
- Ghervas, Stella. . Armitage, D.; Bashford, S.  (编). . Cambridge: Cambridge University Press. 2017: 234–266  [2021-06-05]. ISBN 978-1-1083-9972-2. doi:10.1017/9781108399722.010. （原始内容存档于2022-02-05）.
- Stella Ghervas, "Odessa et les confins de l'Europe: un éclairage historique", in Stella Ghervas et François Rosset (ed), Lieux d'Europe. Mythes et limites (Paris: Editions de la Maison des sciences de l'homme, 2008), pp. 107–124. ISBN 978-2-7351-1182-4
- Charles King, The Black Sea: A History, 2004, ISBN 0-19-924161-9
- William Ryan and Walter Pitman, Noah's Flood, 1999, ISBN 0-684-85920-3
- Neal Ascherson, Black Sea (Vintage 1996), ISBN 0-09-959371-8
- Schmitt, Rüdiger. . : 310–313. 1989  [2021-06-05]. （原始内容存档于2022-02-05）. |article=和|title=只需其一 (帮助)
- Rüdiger Schmitt, "Considerations on the Name of the Black Sea", in: Hellas und der griechische Osten (Saarbrücken 1996), pp. 219–224
- West, Stephanie.  50. Greece & Rome. 2003: 151–167. |issue=被忽略 (帮助)
- Petko Dimitrov; Dimitar Dimitrov. . Varna. 2004: 91. ISBN 978-954-579-335-6.
- Dimitrov, D. 2010. Geology and Non-traditional resources of the Black Sea （页面存档备份，存于）. LAP Lambert Academic Publishing. ISBN 978-3-8383-8639-3. 244p.